# Z-розподіл Фішера
Z-розподіл Фішера (англ. Fisher's z-distribution) — статистичний розподіл половини логарифма від F розподіленої випадкової величини:
{\displaystyle z={\frac {1}{2}}\log F}
Вперше його було описано Рональдом Фішером у статті, виголошеній на Міжнародному математичному конгресі 1924 року в Торонто. Сьогодні натомість зазвичай працюють з F-розподілом.

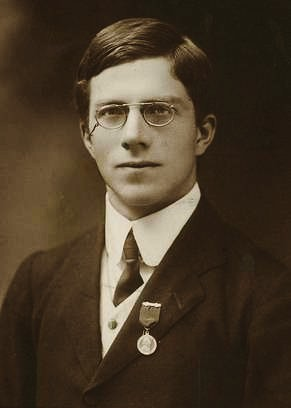
Рональд Фішер

Функції густини ймовірності та розподілу можна вивести за допомогою F- розподілу в точці {\displaystyle x'=e^{2x}\,}. Однак середнє значення та дисперсія не є такою ж трансформацією.
Функція щільності записується
{\displaystyle f(x;d_{1},d_{2})={\frac {2d_{1}^{d_{1}/2}d_{2}^{d_{2}/2}}{B(d_{1}/2,d_{2}/2)}}{\frac {e^{d_{1}x}}{\left(d_{1}e^{2x}+d_{2}\right)^{(d_{1}+d_{2})/2}}},}
де В — бета-функція.
Коли кількість ступенів свободи зростає ({\displaystyle d_{1},d_{2}\rightarrow \infty }) розподіл прямує до нормального із середнім значенням
{\displaystyle {\bar {x}}={\frac {1}{2}}\left({\frac {1}{d_{2}}}-{\frac {1}{d_{1}}}\right)}
і дисперсією
{\displaystyle \sigma _{x}^{2}={\frac {1}{2}}\left({\frac {1}{d_{1}}}+{\frac {1}{d_{2}}}\right).}

## Пов'язаний розподіл
- Якщо {\displaystyle X\sim \operatorname {FisherZ} (n,m)} тоді {\displaystyle e^{2X}\sim \operatorname {F} (n,m)\,} (F -розподіл)
- Якщо {\displaystyle X\sim \operatorname {F} (n,m)} тоді {\displaystyle {\tfrac {\log X}{2}}\sim \operatorname {FisherZ} (n,m)}

## Ланки
- Запис у MathWorld [Архівовано 29 квітня 2021 у Wayback Machine.]